# Fünf Freunde
Fünf Freunde (englisch The Famous Fiveⓘ) der englischen Kinderbuchautorin Enid Blyton gehört zu den erfolgreichsten Kinderbuchreihen der Welt.

## Hauptfiguren
- Georgina (genannt George, in den deutschen Buchausgaben auch Georg), Tochter des Wissenschaftlers Quentin Kirrin und seiner Frau Fanny, ist zu Beginn der Buchserie elf Jahre alt. Sie will lieber ein Junge sein, hasst Kleider und Puppen und wird als abweisend, frech und mürrisch,[1] im Grunde aber tapfer und treu beschrieben. Sie hat kurze braune Locken und ist die Cousine der übrigen drei Kinder. Die Felseninsel, die sich schon seit vielen Jahren im Familienbesitz befindet, gehört ihr. Sie ist sehr stolz darauf, dass einer ihrer Vorfahren ein großer Kapitän war.[2]
- Julian (Rufname Ju, in den deutschen Buchausgaben auch Julius) ist mit seinen zwölf Jahren der Anführer und Wortführer der Fünf Freunde. Er tritt sehr reif auf und hat immer eine Lösung für alle Schwierigkeiten. Er hat mittelkurze glatte blonde Haare.
- Richard (Rufname Dick) ist der elfjährige Bruder von Julian und Anne. Er ist der Spaßvogel und zieht George gelegentlich mit ihrem Wunsch, ein Junge zu sein, auf. Außerdem ist er ein leidenschaftlicher Esser. Er hat mittelkurze braune glatte Haare.
- Anne ist zehn Jahre alt, die kleine Schwester von Julian und Dick und wird als rollenkonformes Mädchen dargestellt. Sie hasst eigentlich Abenteuer und ist – im Gegensatz zu George – eher hausmütterlich. Dennoch beweist sie immer wieder ihren Mut und ihre Klugheit. Sie hat schulterlange glatte blonde Haare.
- Timotheus (Rufname Timmy oder Tim) ist der fünfte im Bunde: Ein überdurchschnittlich intelligenter Mischlingshund, den George im Moor gefunden hat und der ihr nun gehört. George liebt ihn über alles.

## Bibliographie

### Originalbände von Enid Blyton
Die einzelnen Folgen in der Reihenfolge des Erscheinens der Originalausgaben:
| Nr. | Deutscher Titel                         | Jahr      | Originaltitel                               | Jahr | Hörspielfolge | TV Serienfolge |
| --- | --------------------------------------- | --------- | ------------------------------------------- | ---- | ------------- | -------------- |
| 01  | Fünf Freunde erforschen die Schatzinsel | 1953      | Five on a Treasure Island                   | 1942 | 20            | 1              |
| 02  | Fünf Freunde auf neuen Abenteuern       | 1953      | Five Go Adventuring Again                   | 1943 | 21            | 3              |
| 03  | Fünf Freunde auf geheimnisvollen Spuren | 1954      | Five Run Away Together                      | 1944 | 18            | 13             |
| 04  | Fünf Freunde auf Schmugglerjagd         | 1954      | Five Go to Smuggler’s Top                   | 1945 | 19            | 11             |
| 05  | Fünf Freunde beim Wanderzirkus          | 1955      | Five Go Off in a Caravan                    | 1946 | 01            | 17             |
| 06  | Fünf Freunde auf der Felseninsel        | 1955      | Five on Kirrin Island Again                 | 1947 | 12            | 6              |
| 07  | Fünf Freunde im Zeltlager               | 1955      | Five Go Off to Camp                         | 1948 | 02            | 8              |
| 08  | Fünf Freunde geraten in Schwierigkeiten | 1955      | Five Get into Trouble                       | 1949 | 11            | 2              |
| 09  | Fünf Freunde helfen ihrem Kameraden     | 1958      | Five Fall into Adventure                    | 1950 | 06            | 4              |
| 10  | Fünf Freunde auf großer Fahrt           | 1958      | Five on a Hike Together                     | 1951 | 17            | 19             |
| 11  | Fünf Freunde und ein Zigeunermädchen 1  | 1964      | Five Have a Wonderful Time                  | 1952 | 08            | 16             |
| 12  | Fünf Freunde verfolgen die Strandräuber | 1961      | Five Go Down to the Sea                     | 1953 | 07            | 12             |
| 13  | Fünf Freunde im Nebel 2                 | 1962      | Five Go to Mystery Moor                     | 1954 | 10            | 14             |
| 14  | Fünf Freunde jagen die Entführer        | 1961      | Five Have Plenty of Fun                     | 1955 | 13            | 9              |
| 15  | Fünf Freunde wittern ein Geheimnis      | 1962      | Five on a Secret Trail                      | 1956 | 15            | 10             |
| 16  | Fünf Freunde als Retter in der Not      | 1959      | Five Go to Billycock Hill                   | 1957 | 04            | 21             |
| 17  | Fünf Freunde im alten Turm              | 1960      | Five Get into a Fix                         | 1958 | 09            | 15             |
| 18  | Fünf Freunde und das Burgverlies        | 1965      | Five on Finniston Farm                      | 1960 | 03            | 7              |
| 19  | Fünf Freunde auf dem Leuchtturm         | 1962/1967 | Five Go to Demon’s Rocks                    | 1961 | 16            | 5              |
| 20  | Fünf Freunde machen eine Entdeckung     | 1966      | Five Have a Mystery to Solve                | 1962 | 14            | 18             |
| 21  | Fünf Freunde und der Zauberer Wu        | 1965/1967 | Five Are Together Again                     | 1963 | 05            | 20             |
| 22  | Fünf Freunde meistern jede Gefahr 3     | 1996      | Five Have a Puzzling Time and Other Stories | 1995 | –             | –              |
| –   | –                                       | –         | The Famous Five – Adventure 4               | 2000 | –             | –              |

### Brigitte Blobel
Brigitte Blobel gilt als die Verfasserin der im C. Bertelsmann Verlag erschienenen Bände 22 und 23 der Fünf-Freunde-Reihe. Sie wird als Übersetzerin angegeben. Die zwei Bände wurden ohne Genehmigung des englischen Urheberrechte-Inhabers veröffentlicht; die Bücher mussten aus lizenzrechtlichen Gründen wieder vom Markt genommen werden und begründeten unter deutschen Enid-Blyton-Sammlern den Mythos der sogenannten „Geisterbände“.
Die Bände gelten heute als Raritäten:
- Fünf Freunde auf der verbotenen Insel, 1977
- Fünf Freunde und der blaue Diamant, 1979

### Claude Voilier
Claude Voilier verfasste zwischen 1971 und 1985 weitere Folgen, die zuerst in Frankreich erschienen sind. Die Bände sind teilweise mit zahlreichen Comic-Einlagen durchsetzt.
| Nr. | Deutscher Titel                                                                                                 | Jahr | Originaltitel                      | Jahr |
| --- | --- | ---- | ---------------------------------- | ---- |
| 01  | Die berühmten 5 als Schatzsucher (Neuauflage: Fünf Freunde und die Juwelendiebe)                                | 1979 | Les Cinq sont les plus forts       | 1971 |
| 02  | Die berühmten 5 und der Tanz der Spione (Neuauflage: Fünf Freunde jagen die Spione)                             | 1979 | Les Cinq au bal des espions        | 1971 |
| 03  | Die berühmten 5 in der Fledermaushöhle (Neuauflage: Fünf Freunde und das Höhlengeheimnis)                       | 1979 | Le Marquis appelle les Cinq        | 1972 |
| 04  | Die berühmten 5 und die verschwundene Raubkatze (Neuauflage: Fünf Freunde und die geheimnisvolle Formel)        | 1980 | Les Cinq au Cap des tempêtes       | 1972 |
| 05  | Die berühmten 5 im Fernsehen (Neuauflage: Fünf Freunde und die Entführung)                                      | 1980 | Les Cinq à la télévision           | 1973 |
| 06  | Die berühmten 5 und der geheimnisvolle Medizinmann (Neuauflage: Fünf Freunde im Dschungel)                      | 1982 | Les Cinq et les pirates du ciel    | 1973 |
| 07  | Die berühmten 5 und die Schwarze Maske (Neuauflage: Fünf Freunde und die Schwarze Maske)                        | 1979 | Les Cinq contre le masque noir     | 1974 |
| 08  | Die berühmten 5 und das geheimnisvolle Schiffswrack (Neuauflage: Fünf Freunde und das versunkene Schiff)        | 1982 | Les Cinq et le galion d’or         | 1974 |
| 09  | Die berühmten 5 und der geheimnisvolle Sonnengott (Neuauflage: Fünf Freunde und das Geheimnis der Statue)       | 1979 | Les Cinq font de la brocante       | 1975 |
| 10  | Die berühmten 5 und die Perlenschmuggler (Neuauflage: Fünf Freunde und die versteckten Perlen)                  | 1979 | Les Cinq se mettent en quatre      | 1975 |
| 11  | Die berühmten 5 in der Geisterstadt (Neuauflage: Fünf Freunde suchen den verschollenen Goldschatz)              | 1979 | Les Cinq dans la cité secrète      | 1976 |
| 12  | Die berühmten 5 und die goldene Truhe (Neuauflage: Fünf Freunde und die geheimnisvolle Schatztruhe)             | 1979 | La fortune sourit aux Cinq         | 1976 |
| 13  | Die berühmten 5 und die geheimnisvollen Zauberstrahlen (Neuauflage: Fünf Freunde und die gefährliche Erfindung) | 1979 | Les Cinq et le rayon Z             | 1977 |
| 14  | Die berühmten 5 und das Geheimnis der Blaubären (Neuauflage: Fünf Freunde auf Expedition)                       | 1980 | Les Cinq vendent la peau de l’ours | 1977 |
| 15  | Die berühmten 5 und die Teufelsinsel (Neuauflage: Fünf Freunde entlarven den Betrüger)                          | 1984 | Les Cinq aux rendez-vous du Diable | 1978 |
| 16  | Fünf Freunde und die seltsame Erbschaft                                                                         | 2002 | Du neuf pour les Cinq              | 1978 |
| 17  | Fünf Freunde und das Vermächtnis des Ritters                                                                    | 2003 | Les Cinq et le trèsor de Roquèpine | 1979 |
| 18  | Bisher nicht erschienen. Wörtlich übersetzt wäre der Titel: Fünf Freunde und der Rubin von Akbar                |      | Les Cinq et le rubis d’Akbar       | 1980 |
| 19  | Bisher nicht erschienen. Wörtlich übersetzt wäre der Titel: Fünf Freunde auf Kreuzfahrt                         |      | Les Cinq en croisière              | 1980 |
| 20  | Fünf Freunde und der verdächtige Professor                                                                      | 2003 | Les Cinq jouent serrè              | 1980 |
| 21  | Bisher nicht erschienen. Wörtlich übersetzt wäre der Titel: Fünf Freunde gegen die Geister                      |      | Les Cinq contre les fantômes       | 1981 |
| 22  | Bisher nicht erschienen. Wörtlich übersetzt wäre der Titel: Fünf Freunde in Amazonien                           |      | Les Cinq en Amazonie               | 1983 |
| 23  | Bisher nicht erschienen. Wörtlich übersetzt wäre der Titel: Fünf Freunde und der Piratenschatz                  |      | Les Cinq et le trésor du pirate    | 1984 |
| 24  | Bisher nicht erschienen. Wörtlich übersetzt wäre der Titel: Fünf Freunde gegen den Werwolf                      |      | Les Cinq contre le loup-garou      | 1985 |

### Sarah Bosse
Sarah Bosse schreibt seit 2005 als deutsche Autorin weiter. Von ihr stammen alle Bände der Reihe von Bandnummer 41 an. Im September 2013 erklärte sie, dass der Verlag die Reihe bis Band 80 fortführen will. Zuletzt erschien am 1. September 2014 Band 70. Danach wurde die Serie auf Eis gelegt.
Mit dem Band Fünf Freunde und das Geheimnis am Fluss wurde neben der Bücher- auch eine Hörbuchlinie eingeführt, die auf gekürzten Fassungen der Bücher basiert. Gelesen wurden die Hörbücher von Rosemarie Fendel, bei den Bänden 58 und 59 übernahm Oli.P diese Aufgabe. Mit Band 59 wurde diese Hörbuchserie offenbar wieder eingestellt.
Fünf Freunde …
1. … und der geheimnisvolle Schneemensch (ISBN 978-3-570-12845-9)
2. … und der rätselhafte Friedhof (ISBN 978-3-570-12846-6)
3. … und der gefährliche Wassermann (ISBN 978-3-570-12930-2)
4. … und die geheimnisvolle Ruine (ISBN 978-3-570-12931-9)
5. … retten die Felseninsel (ISBN 978-3-570-12932-6)
6. … und die Wahrsagerin (ISBN 978-3-570-12933-3)
7. … und das Geheimnis am Fluss (ISBN 978-3-570-13041-4)
8. … und ein schlimmer Verdacht (ISBN 978-3-570-13042-1)
9. … und das Ungeheuer aus der Tiefe (ISBN 978-3-570-13043-8)
10. … und der Fluch der Mumie (ISBN 978-3-570-13044-5, Jubiläumsband mit zwei Abenteuern, die inhaltlich zusammengehören)
11. … und das Teufelsmoor (ISBN 978-3-570-13169-5)
12. … im Gruselschloss (ISBN 978-3-570-13170-1)
13. … und der Hexenring (ISBN 978-3-570-13171-8)
14. … auf hoher See (ISBN 978-3-570-13172-5)
15. … und das Schildkrötengeheimnis (ISBN 978-3-570-13173-2)
16. … und das Rätsel der feinen Dame (ISBN 978-3-570-13174-9)
17. … und der Sonnengott (ISBN 978-3-570-13175-6)
18. … und die falsche Prinzessin (ISBN 978-3-570-13176-3)
19. … jagen den rätselhaften Einbrecher (ISBN 978-3-570-13177-0)
20. … und der Spuk um Mitternacht (ISBN 978-3-570-13178-7)
21. … suchen den Piratenschatz (ISBN 978-3-570-13817-5)
22. … im Orient-Express (ISBN 978-3-570-13818-2)
23. … und das Geisterschiff (ISBN 978-3-570-13992-9)
24. … jagen den Vampir (ISBN 978-3-570-15333-8)
25. … und der Fluch der Wikinger (ISBN 978-3-570-15334-5)
26. … im Geisterwald (ISBN 978-3-570-15447-2)
27. … Gefahr im Bergwerk (ISBN 978-3-570-15448-9)
28. … Verbrechen auf dem Reiterhof (ISBN 978-3-570-15490-8)
29. … Das doppelte Spiel (ISBN 978-3-570-15491-5)
30. … und das Geheimnis der blauen Katze (ISBN 978-3-570-15598-1)

### Bruno Vincent
2016 veröffentlichte Bruno Vincent die ersten Bücher auf Englisch, in denen die fünf Freunde erwachsen sind. 2018 wurden die ersten auf Deutsch veröffentlicht.
Fünf Freunde …
1. … essen glutenfrei[9]
2. … werden Helikoptereltern[10]
3. … haben Spaß beim Teambuilding[11]
4. … machen Schluss mit Alkohol[12]

Von 2019 bis 2021 wurden alle vier Folgen durch den EUROPA-Verlag vertont.

## Hörspiele
Die erste bekannte deutsche Hörspielbearbeitung Fünf Freunde erforschen die Schatzinsel erschien 1975 beim Teldec-Label Tom & Della-Club und wurde von Konrad Halver inszeniert.
Darauf folgten drei Produktionen von Kurt Vethake, die bei Ariola und später bei Baccarola bzw. Marcato veröffentlicht wurden:
- Fünf Freunde auf neuen Abenteuern
- Fünf Freunde auf geheimnisvollen Spuren
- Fünf Freunde auf Schmugglerjagd

### Sprecher der ersten Fünf-Freunde-Hörspielproduktionen
| Charakter       | Tom & Della-Club        | 1. Ariola-Fassung | 2. Ariola-Fassung   |
| --------------- | ----------------------- | ----------------- | ------------------- |
| Erzähler        | Hans Paetsch            | Peter Schiff      | Klaus Jepsen        |
| Julian (Julius) | Stephan Chrzescinski    | Rolf Bogus        | Santiago Ziesmer    |
| Dick            | Martin Düwel Jürg Rasch | Michael Nowka     | Torsten Sense       |
| Anne            | Michaela Pressler       | Ina Patzlaff      | Madeleine Ziesmer   |
| George          | Susanne Wulkow          | Monika Ogorek     | Claudia Marnitz     |
| Onkel Quentin   | Michael Weckler         | Heinz Rabe        | Rolf Marnitz        |
| Tante Fanny     | Veronika Weckler        | Sigrid Pein       | Christiane Schwarze |

Aufgrund des großen Erfolges der Fünf-Freunde-Fernsehserie veröffentlichte das Label Poly eine Hörspielreihe, die auf den Original-Synchronspuren der Fernsehserie basierte.
1978 erschien die erste Folge der Hörspielreihe von Heikedine Körting im EUROPA-Verlag, der auch die Serien Die drei ??? und TKKG als Hörspiele veröffentlichte. Dabei wurden erneut die vier Hauptsprecher der Fernsehserie verpflichtet. Die Reihenfolge der Serie wurde bei den Hörspielen geändert: Da die ersten vier Bände bereits vertont waren, nahm man sich zunächst der übrigen Folgen an und bearbeitete die ersten vier Episoden erst zuletzt neu.
Nur die Folgen 1 bis 21 stammen von Enid Blyton; die Serie wurde nach ihrem Tod von verschiedenen Autoren fortgesetzt. Die ersten acht der neuen Hörspielfolgen (ab Folge 22) basieren auf den Büchern von Claude Voilier, die zwischen 1971 und 1983 in Frankreich veröffentlicht wurden und zum Teil auch in deutscher Übersetzung erschienen. Ab Folge 22 der Hörspielserie ändern sich zudem auch die Sprecher. Mit Folge 30 vertonte die Hörspielproduktion eigene Geschichten, die nicht als Bücher erschienen. So wurden bisher weder die Fünf-Freunde-Bücher von Sarah Bosse noch die Geisterbände vertont. Die meisten der vertonten Hörspielskripte stammen von Gabriele Hartmann und Katrin McClean. Die Sprecher der Kinder wurden mit Folge 30 abermals ausgetauscht.

### Sprecher der Europa-Produktion
| Rolle         | Sprecher              | Folgen |
| ------------- | --------------------- | ------ |
| Erzähler      | Lutz Mackensy         | 1–     |
| Julian        | Oliver Rohrbeck       | 1–21   |
| Julian        | Florian Schmidt-Foß   | 22–29  |
| Julian        | Marco Kraft           | 30–67  |
| Julian        | Ivo Möller            | 68–146 |
| Julian        | Patrick Baehr         | 147–   |
| Dick          | Oliver Mink           | 1–21   |
| Dick          | Kim Hasper            | 22–29  |
| Dick          | Jannik Endemann       | 30–    |
| Anne          | Ute Rohrbeck          | 1–21   |
| Anne          | Dascha Lehmann        | 22–29  |
| Anne          | Theresa Underberg     | 30–    |
| George        | Maud Ackermann        | 1–21   |
| George        | Julia Ziffer          | 22–29  |
| George        | Alexandra Garcia      | 30–    |
| Onkel Quentin | Harald Pages          | 8–42   |
| Onkel Quentin | Andreas von der Meden | 43–95  |
| Onkel Quentin | Gordon Piedesack      | 100–   |
| Tante Fanny   | Ursula Sieg           | 12–21  |
| Tante Fanny   | Ursula Sieg           | 30–94  |
| Tante Fanny   | Renate Pichler        | 22–28  |
| Tante Fanny   | Maud Ackermann        | 101–   |

### Folgenübersicht
Fünf Freunde (Einige Folgen wurden in Dreierboxen zweitveröffentlicht.)
| Nr.     | Titel                                     | Jahr | Box    |
| ------- | ----------------------------------------- | ---- | ------ |
| 1       | … beim Wanderzirkus                       | 1978 | Box 1  |
| 2       | … im Zeltlager                            | 1978 | Box 1  |
| 3       | … und das Burgverlies                     | 1978 | Box 1  |
| 4       | … als Retter in der Not                   | 1978 | Box 35 |
| 5       | … und der Zauberer Wu                     | 1979 | Box 5  |
| 6       | … helfen ihrem Kameraden                  | 1979 | Box 9  |
| 7       | … verfolgen die Strandräuber              | 1979 | Box 5  |
| 8       | … und ein Zigeunermädchen / … retten Jo   | 1979 | Box 5  |
| 9       | … im alten Turm                           | 1980 | Box 7  |
| 10      | … im Nebel                                | 1980 | Box 9  |
| 11      | … geraten in Schwierigkeiten              | 1981 | Box 35 |
| 12      | … auf der Felseninsel                     | 1981 | Box 23 |
| 13      | … jagen die Entführer                     | 1981 | Box 35 |
| 14      | … machen eine Entdeckung                  | 1981 | Box 7  |
| 15      | … wittern ein Geheimnis                   | 1981 | Box 4  |
| 16      | … auf dem Leuchtturm                      | 1981 | Box 7  |
| 17      | … auf großer Fahrt                        | 1982 | Box 9  |
| 18      | … auf geheimnisvollen Spuren              | 1982 | Box 23 |
| 19      | … auf Schmugglerjagd                      | 1982 | Box 4  |
| 20      | … erforschen die Schatzinsel              | 1983 | Box 23 |
| 21      | … auf neuen Abenteuern                    | 1983 | Box 4  |
| 22      | … und die Museumsbande                    | 1988 |        |
| 23      | … und die Jagd nach den Smaragden         | 1988 |        |
| 24      | … im Fernsehen                            | 1989 |        |
| 25      | … und die Flugzeugentführer               | 1989 |        |
| 26      | … und die Perlenschmuggler                | 1990 |        |
| 27      | … und die goldene Truhe                   | 1990 |        |
| 28      | … und die geheimnisvolle Stadt            | 1991 |        |
| 29      | … und die schwarze Maske                  | 1991 |        |
| 30      | … auf gefährlichen Pfaden                 | 1999 | Box 12 |
| 31      | … in der Geisterbahn                      | 1999 | Box 6  |
| 32      | … und das Geheimnis des Oldtimers         | 1999 | Box 3  |
| 33      | … entdecken den Geheimgang                | 1999 | Box 3  |
| 34      | … und die Gespensterinsel                 | 1999 | Box 6  |
| 35      | … und die gestohlene Briefmarke           | 2000 | Box 12 |
| 36      | … gefangen im Hünengrab                   | 2000 | Box 3  |
| 37      | … und das Abenteuer im Ballon             | 2000 | Box 24 |
| 38      | … und das rätselhafte Medaillon           | 2000 | Box 11 |
| 39      | … und das Monster im Moor                 | 2000 | Box 17 |
| 40      | … und das verschwundene Pferd             | 2001 | Box 2  |
| 41      | … und die Spur des Dinosauriers           | 2001 | Box 2  |
| 42      | … und der Dolch des Piraten               | 2001 | Box 15 |
| 43      | … und der unheimliche Mönch               | 2001 | Box 6  |
| 44      | … und die Flaschenpost                    | 2001 | Box 13 |
| 45      | … und das Bootshaus in der Nebelbucht     | 2002 | Box 12 |
| 46      | … lösen das Rätsel des Landschulheims     | 2002 | Box 2  |
| 47      | … und der singende Schrank                | 2002 | Box 11 |
| 48      | … und die Schrift der Tempelritter        | 2002 | Box 13 |
| 49      | … und die Frau ohne Gedächtnis            | 2002 | Box 18 |
| 50      | … Timmy in Gefahr                         | 2003 |        |
| 51      | … und der Eisenbahnraub                   | 2003 | Box 22 |
| 52      | … und das Phantom von Sherwood Forest     | 2003 | Box 17 |
| 53      | … und die geheimnisvollen Kornkreise      | 2003 | Box 8  |
| 54      | … suchen den Stern des Nordens            | 2003 | Box 8  |
| 55      | … und die goldene Schlange                | 2004 |        |
| 56      | … und die geheimnisvolle Erbschaft        | 2004 | Box 11 |
| 57      | … und der fliegende Teppich               | 2004 | Box 8  |
| 58      | … und die afrikanische Statue             | 2004 | Box 13 |
| 59      | … und das Abenteuer im Schnee             | 2004 | Box 15 |
| 60      | … tauchen unter                           | 2005 | Box 10 |
| 61      | … und die Aufregung im Raubtierhaus       | 2005 |        |
| 62      | … und das Spuk-Festival                   | 2005 | Box 14 |
| 63      | … und der Stein des Pharao                | 2005 | Box 15 |
| 64      | … geraten unter Verdacht                  | 2005 |        |
| 65      | … und die schwarze Festung                | 2005 | Box 16 |
| 66      | … und das Seeungeheuer                    | 2006 | Box 10 |
| 67      | … und der unheimliche Brandstifter        | 2006 | Box 24 |
| 68      | … und die Druiden von Stonehenge          | 2006 |        |
| 69      | … und die Gefahr für die Felseninsel      | 2006 | Box 27 |
| 70      | … und die Rückkehr zur Gespensterinsel    | 2006 | Box 14 |
| 71      | … und der Verrat an Bord                  | 2007 | Box 10 |
| 72      | … auf der Spur der Entführer              | 2007 | Box 18 |
| 73      | … und das Rätsel der Zinnmine             | 2007 | Box 16 |
| 74      | … verfolgen den Wilderer                  | 2007 | Box 20 |
| 75      | … und das unheimliche Hexenhaus           | 2008 | Box 14 |
| 76      | … und das Geheimnis des Maskottchens      | 2008 | Box 21 |
| 77      | … und das unheimliche Bergmonster         | 2008 | Box 17 |
| 78      | … und die Piraten-Bande                   | 2008 | Box 19 |
| 79      | … und das Rätsel des Drachenbootes        | 2008 | Box 21 |
| 80      | … und das gefährliche Antoniusfeuer       | 2009 |        |
| 81      | … und das Höhlen-Labyrinth                | 2009 | Box 16 |
| 82      | … und der verhängnisvolle Treibsand       | 2009 | Box 22 |
| 83      | … und das Abenteuer im Hundeschlitten     | 2009 | Box 21 |
| 84      | … und der Gesang der Sirenen              | 2009 | Box 20 |
| 85      | … und der verschwundene Wikingerhelm      | 2010 | Box 19 |
| 86      | … und die verbotenen Blüten               | 2010 | Box 28 |
| Special | … und der siamesische Königsdrache        | 2010 |        |
| 87      | … und das rätselhafte Sternbild           | 2010 | Box 22 |
| 88      | … und das Gespenst von Canterbury         | 2010 | Box 29 |
| 89      | … und das Familienwappen                  | 2010 | Box 18 |
| 90      | … retten die Honigbienen                  | 2011 | Box 20 |
| 91      | … und der Schatz aus dem U-Boot           | 2011 | Box 30 |
| 92      | … auf der Insel der Seeräuber             | 2011 | Box 24 |
| 93      | … und das Geheimnis des Winterwaldes      | 2011 |        |
| 94      | … und die Sturmflut                       | 2011 | Box 19 |
| 95      | … in der Höhle des Urmenschen             | 2012 | Box 25 |
| 96      | … und das gefährliche Treibgut            | 2012 | Box 27 |
| 97      | … auf der Spur der Silberdiebe            | 2012 | Box 28 |
| 98      | … und die Legende der Zwillingseiche      | 2012 | Box 25 |
| 99      | … und der seltsame Leuchtturm             | 2012 | Box 33 |
| 100     | … und das Gorillakind in Gefahr           | 2013 | Box 26 |
| 101     | … und der vergessene Schatz               | 2013 | Box 31 |
| 102     | … und die goldene Maske des Pharao        | 2013 | Box 29 |
| 103     | … und die giftigen Feuerquallen           | 2013 | Box 26 |
| 104     | … und die Jagd nach der Diebesbande       | 2013 | Box 29 |
| 105     | … und das magische Spinnennetz            | 2014 | Box 28 |
| 106     | … und das geheimnisvolle Polarschiff      | 2014 | Box 31 |
| 107     | … und die Nacht im Safari-Park            | 2014 | Box 26 |
| 108     | … und die Entführung im Skigebiet         | 2014 | Box 30 |
| 109     | … und die mysteriöse Botschaft            | 2014 | Box 30 |
| 110     | … auf dem Pfad der Küstenschmuggler       | 2015 | Box 34 |
| 111     | … und das Geheimverlies im Schloss        | 2015 | Box 25 |
| 112     | … und der Delphin in der Felsenbucht      | 2015 | Box 32 |
| 113     | … und das Feuer auf der Felseninsel       | 2015 | Box 27 |
| 114     | … und der Skandal auf der Freilichtbühne  | 2015 | Box 31 |
| 115     | … helfen den Flutopfern                   | 2016 | Box 40 |
| 116     | … und der chinesische Pflanzenzauber      | 2016 | Box 37 |
| 117     | … und der Wolf in den Highlands           | 2016 | Box 32 |
| 118     | … und der falsche Patient                 | 2016 | Box 33 |
| 119     | … und das versunkene Schiff               | 2016 | Box 34 |
| 120     | … und die doppelte Erfindung              | 2017 |        |
| 121     | … und die verlassene Jagdhütte            | 2017 | Box 36 |
| 122     | … und der Großalarm in Kirrin             | 2017 | Box 33 |
| 123     | … und der Zug im Dunkeln                  | 2017 | Box 36 |
| 124     | … auf der Suche nach Timmy                | 2017 | Box 32 |
| 125     | … und die gemeine Falle                   | 2018 | Box 38 |
| 126     | … und die gefährlichen Wurzeln            | 2018 | Box 37 |
| 127     | … und die Teufelsbucht                    | 2018 | Box 34 |
| 128     | … und der unsichtbare Feind               | 2018 | Box 38 |
| 129     | … und die kleinen Detektive               | 2018 | Box 40 |
| 130     | … und die Glocke der Wikinger             | 2019 | Box 38 |
| 131     | … verfolgen die Fahrraddiebe              | 2019 | Box 36 |
| 132     | … und das Rätsel um den Stromausfall      | 2019 |        |
| 133     | … und der Esel in der Tropfsteinhöhle     | 2019 |        |
| 134     | … und die unheimliche Achterbahn          | 2019 |        |
| 135     | … und die verdächtige Ölfirma             | 2020 | Box 37 |
| 136     | … und der wütende Stier                   | 2020 |        |
| 137     | … und der Schokoladendieb von London      | 2020 |        |
| 138     | … am Ende der Welt                        | 2020 |        |
| 139     | … und die Geisterstadt                    | 2020 |        |
| 140     | … und das geheimnisvolle Licht            | 2021 | Box 39 |
| 141     | … und das rätselhafte Spukhaus            | 2021 |        |
| 142     | … und der mysteriöse Dieb                 | 2021 | Box 39 |
| 143     | … und die verschwundene Riesenschildkröte | 2021 |        |
| 144     | … und die Große Meuterei                  | 2021 | Box 39 |
| 145     | … und die Suche nach dem Mondgestein      | 2021 |        |
| Special | … und das Abenteuer im Wald               | 2021 |        |
| 146     | … und die verdächtige Fahrradbotin        | 2022 | Box 40 |
| 147     | … und das unheimliche Dorf im See         | 2022 |        |
| 148     | … und die Lichter in der Niemandsbucht    | 2022 |        |
| 149     | … und der Schatz in der Drachenschlucht   | 2022 |        |
| 150     | … und der Verrat auf dem Hausboot         | 2022 |        |
| 151     | … und das unterirdische Versteck          | 2022 |        |
| 152     | … und das Geheimnis der Kelly Brüder      | 2023 |        |
| 153     | … und der weiße Hai                       | 2023 |        |
| 154     | … und die Geheimbotschaft in der Ruine    | 2023 |        |
| 155     | … und das Erbe der Lady Thornton          | 2023 |        |
| 156     | … und die verlassene Villa                | 2023 |        |
| 157     | … und das seltsame Haus in der Schlucht   | 2023 |        |
| 158     | … und das verlorene Maß                   | 2024 |        |
| 159     | … und das riesige Reptil                  | 2024 |        |
| 160     | … und der verschwundene Bräutigam         | 2024 |        |
| 161     | … und der Juwelenschatz                   | 2024 |        |
| 162     | … und die Legende vom versteckten Sohn    | 2024 |        |
| 163     | … und das Rätsel um das Ufo               | 2024 |        |
| 164     | … und das gestohlene Pferd                | 2025 |        |
| 165     | … und das Unglück am Kletterfelsen        | 2025 |        |
| 166     | … und das vergiftete Geheimnis            | 2025 |        |
| 167     | … und der Streit um die Felseninsel       | 2025 |        |

### Musik
Die verwendete Musik der unterschiedlichen Hörspielproduktionen unterschied sich zum Teil erheblich. Zwei Produktionen war aber eines gemeinsam: Sie hatten jeweils ein Titellied mit ähnlichem Inhalt.
Die Titelmusik der Polydor-Produktion entstammte der 1978er TV-Serie Fünf Freunde:

„Wann immer sich ein Abenteuer lohnt: / Angst und Schrecken kennen wir nicht, / denn das sind wir gewohnt. / Wo immer ein Rätsel zu lösen ist, / hoch in dem alten Schlo-oß / oder im Schmugglerne-hest. / Fünf Freunde, das sind wir: / Julian, Dick und Anne, / George und Ti-hi-mmy, der Hu-hu-hund. / Fünf Freunde, das sind wir. / Wir kommen schnell herbei, / wann immer ihr es wo-ho-hollt – / und schon sind wir da-ha-ha-ha.“

Das Titellied der Europa-Produktion hat folgenden Text:

„Wir sind die fünf Freunde / Julian und Dick, Anne und George / und Timmy der Hund / Wir sind die besten Freunde, ja! / Wir halten dicht und zusammen, was immer auch kommt / Wenn’s spannend wird, dann sind wir dabei / Julian, Dick, Anne und George und Timmy der Hund, ja / Uns locken Abenteuer und wir durchforschen alte Gemäuer / Burgen und Höhlen und manchen unterirdischen Gang. / Kein Geheimnis gibt’s auf der Welt / die uns fünf Freunden so gefällt! / Wir sind jedem Rätsel auf der Spur / Wir lösen sie, glaubt mir …nur!“

Das Titellied der Europa-Produktion wurde von Carsten Bohn gesungen, der in den Folgen 9 bis 21 auch viele der Zwischenmelodien komponierte.
Diese wurden aber, aufgrund eines Rechtsstreites, in späteren Folgen bzw. Auflagen ersetzt. Das Titellied blieb jedoch bis heute unverändert, da hierfür die Rechte bei Europa liegen.
Die Idee eines Titelliedes, mit ähnlichen Motiven, hatte aber auch schon Enid Blyton. Der erhaltene Text ihres Fünf-Freunde-Liedes ist im Buch The Famous Five – Adventure abgedruckt.

### Auszeichnungen
Die Europa-Produktion erhielt folgende Auszeichnungen für ihre Fünf-Freunde-Hörspiele:
- Goldene Schallplatte
  - 31× Gold für die Folgen 5 bis 21, 52, 54, 60 bis 65, 83, 93, 108, 111–112, 01/3er Box
  - 5× Platin für die Folgen 1 bis 4 und 59[16]

## Filme und Fernsehserien
Die Buchreihe der Fünf Freunde wurde in Form von Spielfilmen und mehrmals als TV-Serie verfilmt.
1957 entstand die Mini-Serie Die Sache mit der Schatzinsel (Five on a Treasure Island).
1964 entstand noch eine weitere Mini-Serie namens Five Have a Mystery to Solve (übersetzt: Fünf Freunde haben ein Geheimnis zu lösen).
Eine kanadisch-dänische Koproduktion versuchte sich 1969 mit De fem og spionerne (Five and the Spies). Als Vorlage hatte der Roman Enid Blytons „Fünf Freunde auf neuen Abenteuern“ gedient.
Ein Jahr später ging das identische Team der Koproduktion mit einem zusätzlichen deutschen Partner daran, „Fünf Freunde geraten in Schwierigkeiten“ als Fünf Freunde in der Tinte (Originaltitel: De Poster 5 i fedtefadet) zu verfilmen. Diese Verfilmung wurde im Produktionsland Kanada weder auf Französisch noch auf Englisch veröffentlicht. Die einzige englische Sprachfassung wurde in Nordamerika von den Vereinigten Staaten aus vertrieben.

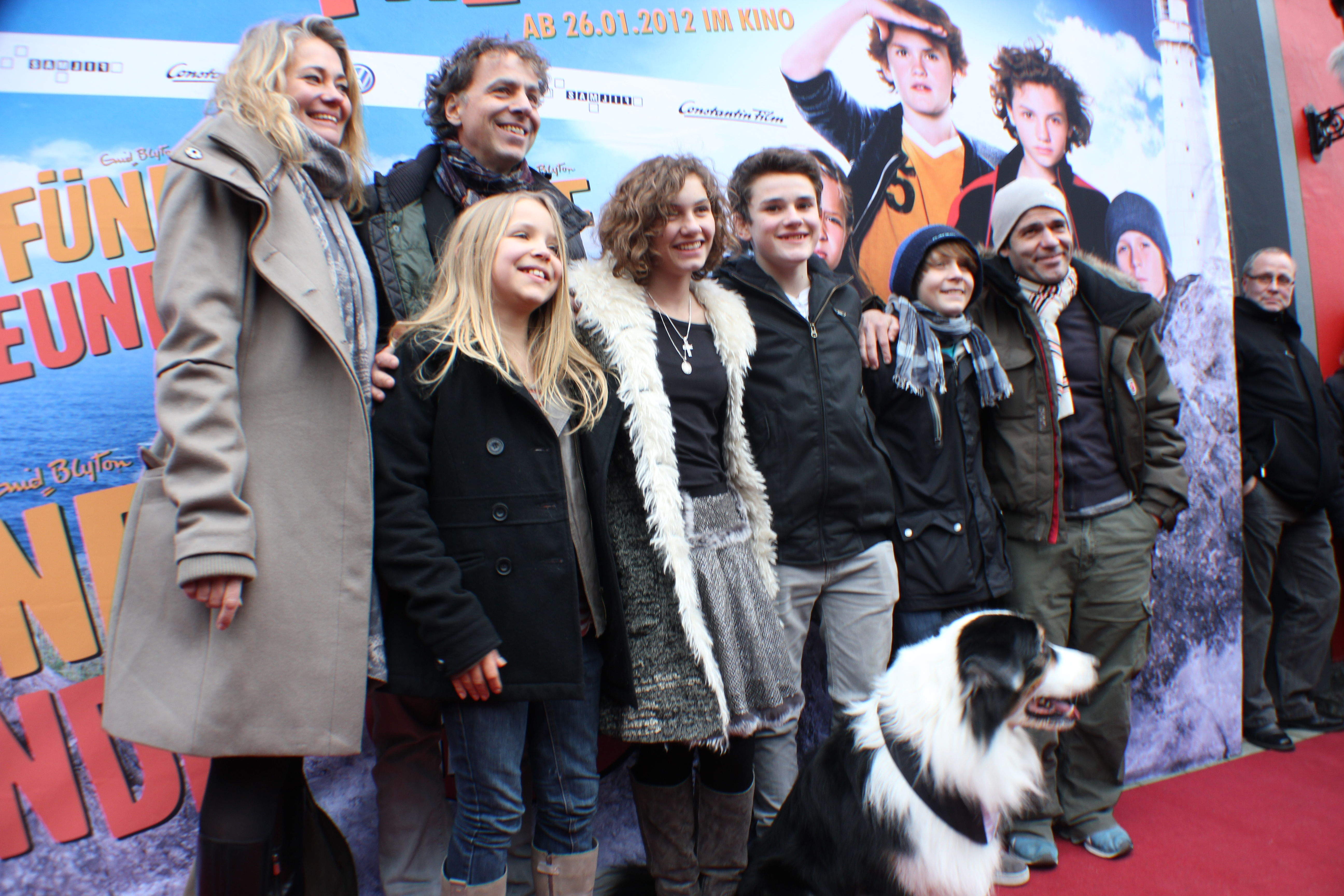
Produzenten, Darsteller, Regisseur sowie der Hund Coffey bei der Schleswigpremiere des Kinofilms Fünf Freunde (2012)

In den Jahren 1978 und 1996 debütierten zwei erfolgreiche Fernsehserien:
- 1978 die britische Produktion Fünf Freunde (Orig.: The Famous Five) sowie
- 1996 eine britisch-kanadisch-deutsche Koproduktion, ebenfalls unter dem Titel Fünf Freunde (Orig.: The Famous Five)

Während die Fünf-Freunde-Verfilmung von 1995 schon seit langem auf DVD in Deutschland erhältlich war, ließ die Serie von 1978 (die bei vielen Fans weitaus beliebter war) auf sich warten. Niemand schien die Rechte an der Verfilmung zu besitzen. Aufgrund der Bemühung unzähliger Fans wurden diese Probleme geklärt und im Herbst 2010 erschien die 1978er Serie erstmals in Deutschland auf DVD und Blu-ray.
Zum 100. Geburtstag von Enid Blyton entstand 1997 ein Musical, das unter dem Namen The Famous Five – Smuggler’s Gold – The Musical ebenfalls auf DVD erschien.
Weiter entstand im Jahr 2008 die Zeichentrickserie Fünf Freunde für alle Fälle, die jedoch nur noch wenig mit der ursprünglichen Vorlage zu tun hatte. Die Hauptfiguren sind in diesem Fall die Kinder der Protagonisten.
Im Mai 2011 gab Constantin Film bekannt, den ersten deutschen Kinofilm zu den Fünf Freunden zu produzieren. Fünf Freunde kam am 26. Januar 2012 in die Kinos; Schauspieler sind unter anderem Michael Fitz, Anna Böttcher, Gustav Peter Wöhler, Anatole Taubman und Valeria Eisenbart. Drehort für den neuen Film war hauptsächlich Schleswig. Der Film entstand nach Motiven aus Fünf Freunde erforschen die Schatzinsel und Fünf Freunde auf der Felseninsel und zeigt damit Ähnlichkeiten zur Umsetzung der ersten Geschichte der 1978er-Fernsehserie der Fünf Freunde. Anfang 2013 erschien die Fortsetzung des Kinofilms Fünf Freunde 2, bei dem die Geschichte Fünf Freunde geraten in Schwierigkeiten neu erzählt wurde. Zu den beiden Kinofilmen erschienen jeweils Bücher, für die Sarah Bosse die Drehbücher von Peer Klehmet und Sebastian Wehlings zu Romanen umgearbeitet hat. Ein weiterer Film der Kinoreihe ist angekündigt. Bei der Produktion von Fünf Freunde 3 kam es offenbar aber im Vorfeld zu Schwierigkeiten; der Darsteller des Hundes wurde ausgetauscht. Nach dem Erfolg von Teil 3 kündigte Constantin Film Fünf Freunde 4 an, der am 29. Januar 2015 in die deutschen Kinos kam. Mike Marzuk führte bei allen Fortsetzungen ebenfalls Regie. 2018 wurde der fünfte Kinofilm Fünf Freunde und das Tal der Dinosaurier für den deutschen Markt produziert, dafür wurden fünf neue Hauptdarsteller gecastet.
Von der englischen Komikergruppe Comic Strip erschienen des Weiteren drei Five …-Folgen, die äußerst überzeichnete Fünf-Freunde-Parodien darstellen.
1. Five Go Mad in Dorset (1982)
2. Five Go Mad on Mescalin (1984)
3. Five Go to Rehab (2012)

2023 entstand eine dreiteilige Abenteuerserie als internationale Koproduktion von ZDF und BBC. Seit September 2024 finden Dreharbeiten für eine zweite Staffel statt, die aus zwei Folgen bestehen soll.

### Folgen TV-Serie 1970er Jahre
| Nr. | Deutscher Titel                                  | Deutsche Erstausstrahlung | Originaltitel                        | Original-Erstausstrahlung | Staffelnummer |
| --- | ------------------------------------------------ | ------------------------- | ------------------------------------ | ------------------------- | ------------- |
| 01  | Fünf Freunde auf der Felseninsel (Teil 1)        | 30.09.1978                | Five Go to Kirrin Island: (1)        | 03.07.1978                | 1.01          |
| 02  | Fünf Freunde auf der Felseninsel (Teil 2)        | 07.10.1978                | Five Go to Kirrin Island: (2)        | 10.07.1978                | 1.02          |
| 03  | Fünf Freunde auf neuen Abenteuern                | 04.11.1978                | Five Go Adventuring Again            | 17.07.1978                | 1.03          |
| 04  | Fünf Freunde auf Schmugglerjagd (Teil 1)         | 25.11.1978                | Five Go to Smuggler’s Top (1)        | 24.07.1978                | 1.04          |
| 05  | Fünf Freunde auf Schmugglerjagd (Teil 2)         | 02.12.1978                | Five Go to Smuggler’s Top (2)        | 31.07.1978                | 1.05          |
| 06  | Fünf Freunde beim Wanderzirkus                   | 18.11.1978                | Five Go Off in a Caravan             | 07.08.1978                | 1.06          |
| 07  | Fünf Freunde im Zeltlager (Teil 1)               | 14.10.1978                | Five Go Off to Camp (1)              | 14.08.1978                | 1.07          |
| 08  | Fünf Freunde im Zeltlager (Teil 2)               | 21.10.1978                | Five Go Off to Camp (2)              | 21.08.1978                | 1.08          |
| 09  | Fünf Freunde auf großer Fahrt                    | 13.01.1979                | Five on a Hike Together              | 04.09.1978                | 1.09          |
| 10  | Fünf Freunde im Nebel                            | 28.10.1978                | Five Go to Mystery Moor              | 11.09.1978                | 1.10          |
| 11  | Fünf Freunde wittern ein Geheimnis               | 16.12.1978                | Five on a Secret Trail               | 18.09.1978                | 1.11          |
| 12  | Fünf Freunde als Retter in der Not               | 20.01.1979                | Five Go to Billycock Hill            | 25.09.1978                | 1.12          |
| 13  | Fünf Freunde und das Burgverlies                 | 11.11.1978                | Five on Finniston Farm               | 02.10.1978                | 1.13          |
| 14  | Fünf Freunde geraten in Schwierigkeiten (Teil 1) | 03.02.1979                | Five Get into Trouble – Prisoners    | 19.11.1978                | 2.01          |
| 15  | Fünf Freunde geraten in Schwierigkeiten (Teil 2) | 10.02.1979                | Five Get into Trouble – Conspiracies | 26.11.1978                | 2.02          |
| 16  | Fünf Freunde im alten Turm                       | 27.10.1979                | Five Get into a Fix                  | 03.12.1978                | 2.03          |
| 17  | Fünf Freunde und der Zauberer Wu (Teil 1)        | 17.02.1979                | Five Are Together Again (1)          | 10.12.1978                | 2.04          |
| 18  | Fünf Freunde und der Zauberer Wu (Teil 2)        | 24.02.1979                | Five Are Together Again (2)          | 17.12.1978                | 2.05          |
| 19  | Fünf Freunde und ein Zigeunermädchen             | 29.09.1979                | Five Have a Wonderful Time           | 31.12.1978                | 2.06          |
| 20  | Fünf Freunde helfen ihrem Kameraden (Teil 1)     | 17.03.1979                | Five Fall into Adventure (1)         | 27.06.1979                | 2.07          |
| 21  | Fünf Freunde helfen ihrem Kameraden (Teil 2)     | 24.03.1979                | Five Fall into Adventure (2)         | 04.07.1979                | 2.08          |
| 22  | Fünf Freunde auf geheimnisvoller Spur            | 20.10.1979                | Five Run Away Together               | 11.07.1979                | 2.09          |
| 23  | Fünf Freunde auf dem Leuchtturm (Teil 1)         | 03.03.1979                | Five Go to Demon’s Rocks (1)         | 18.07.1979                | 2.10          |
| 24  | Fünf Freunde auf dem Leuchtturm (Teil 2)         | 10.03.1979                | Five Go to Demon’s Rocks (2)         | 25.07.1979                | 2.11          |
| 25  | Fünf Freunde verfolgen die Strandräuber (Teil 1) | 06.10.1979                | Five Go Down to the Sea (1)          | 01.08.1979                | 2.12          |
| 26  | Fünf Freunde verfolgen die Strandräuber (Teil 2) | 13.10.1979                | Five Go Down to the Sea (2)          | 08.08.1979                | 2.13          |

### Folgen TV-Serie 1990er Jahre
| Nr. | Deutscher Titel                                  | Deutsche Erstausstrahlung | Originaltitel                  | Original-Erstausstrahlung | Staffelnummer |
| --- | ------------------------------------------------ | ------------------------- | ------------------------------ | ------------------------- | ------------- |
| 01  | Fünf Freunde erforschen die Schatzinsel (Teil 1) | 28.01.1996                | Five on a Treasure Island (1)  | 10.09.1995                | 1.01          |
| 02  | Fünf Freunde erforschen die Schatzinsel (Teil 2) | 28.01.1996                | Five on a Treasure Island (2)  | 17.09.1995                | 1.02          |
| 03  | Fünf Freunde geraten in Schwierigkeiten          | 29.01.1996                | Five Get into Trouble          | 24.09.1995                | 1.03          |
| 04  | Fünf Freunde auf neuen Abenteuern                | 30.01.1996                | Five Go Adventuring Again      | 01.10.1995                | 1.04          |
| 05  | Fünf Freunde helfen ihren Kameraden              | 31.01.1996                | Five Fall into Adventure       | 08.10.1995                | 1.05          |
| 06  | Fünf Freunde auf dem Leuchtturm                  | 01.02.1996                | Five Go to Demon’s Rocks       | 15.10.1995                | 1.06          |
| 07  | Fünf Freunde auf der Felseninsel                 | 02.02.1996                | Five on Kirrin Island Again    | 22.10.1995                | 1.07          |
| 08  | Fünf Freunde und das Burgverlies                 | 05.02.1996                | Five on Finniston Farm         | 29.10.1995                | 1.08          |
| 09  | Fünf Freunde im Zeltlager                        | 06.06.1996                | Five Go Off to Camp            | 05.11.1995                | 1.09          |
| 10  | Fünf Freunde jagen die Entführer                 | 07.02.1996                | Five Have Plenty of Fun        | 12.11.1995                | 1.10          |
| 11  | Fünf Freunde wittern ein Geheimnis               | 08.02.1996                | Five on a Secret Trail         | 19.11.1995                | 1.11          |
| 12  | Fünf Freunde auf Schmugglerjagd (Teil 1)         | 09.02.1996                | Five Go to Smuggler’s Top (1)  | 26.11.1995                | 1.12          |
| 13  | Fünf Freunde auf Schmugglerjagd (Teil 2)         | 12.02.1996                | Five Go to Smuggler’s Top (2)  | 03.12.1995                | 1.13          |
| 14  | Fünf Freunde verfolgen die Strandräuber (Teil 1) | 04.03.1997                | Five Go Down to the Sea (1)    | 10.11.1996                | 2.01          |
| 15  | Fünf Freunde verfolgen die Strandräuber (Teil 2) | 05.03.1997                | Five Go Down to the Sea (2)    | 17.11.1996                | 2.02          |
| 16  | Fünf Freunde auf geheimnisvollen Spuren          | 06.03.1997                | Five Run Away Together         | 24.11.1996                | 2.03          |
| 17  | Fünf Freunde im Nebel                            | 07.03.1997                | Five Go to Mystery Moor        | 08.12.1996                | 2.04          |
| 18  | Fünf Freunde im alten Turm                       | 10.03.1997                | Five Get into a Fix            | 26.01.1997                | 2.05          |
| 19  | Fünf Freunde und ein Gipsbein (Teil 1)           | 11.03.1997                | Five Have a Wonderful Time (1) | 05.01.1997                | 2.06          |
| 20  | Fünf Freunde und ein Gipsbein (Teil 2)           | 12.03.1997                | Five Have a Wonderful Time (2) | 12.01.1997                | 2.07          |
| 21  | Fünf Freunde beim Wanderzirkus                   | 13.03.1997                | Five Go Off in a Caravan       | 19.01.1997                | 2.08          |
| 22  | Fünf Freunde machen eine Entdeckung              | 14.03.1997                | Five Have a Mystery to Solve   | 01.12.1996                | 2.09          |
| 23  | Fünf Freunde auf großer Fahrt                    | 17.03.1997                | Five On a Hike Together        | 15.12.1996                | 2.10          |
| 24  | Fünf Freunde und der Zauberer Wu                 | 18.03.1997                | Five Are Together Again        | 02.02.1997                | 2.11          |
| 25  | Fünf Freunde als Retter in der Not (Teil 1)      | 19.03.1997                | Five Go to Billycock Hill (1)  | 09.02.1997                | 2.12          |
| 26  | Fünf Freunde als Retter in der Not (Teil 2)      | 19.03.1997                | Five Go to Billycock Hill (2)  | 16.02.1997                | 2.13          |

### Folgen TV-Serie 2020er Jahre
| Nr. | Deutscher Titel           | Deutsche Erstausstrahlung | Englischer Titel              | Staffelnummer |
| --- | ------------------------- | ------------------------- | ----------------------------- | ------------- |
| 01  | Der Fluch der Felseninsel | 25.12.2024                | The Curse of Kirrin Island    | 1.01          |
| 02  | Die Abenteuer im Nachtzug | 25.12.2024                | Peril On The Night Train      | 1.02          |
| 03  | Das Auge der Morgenröte   | 26.12.2024                | The Eye Of The Sunrise        | 1.03          |
| 04  |                           |                           | Mystery at the Prospect Hotel | 2.01          |
| 05  |                           |                           |                               | 2.02          |

## DVDs und Blu-rays

### TV-Serie 1970er Jahre
- 8. Oktober 2010: Enid Blyton – Fünf Freunde Collector’s Edition, Die Original 70er Jahre TV-Serie (DVD): Folgen 1–26 (7 DVDs)
- 8. Oktober 2010: Enid Blyton – Fünf Freunde Collector’s Edition, Die Original 70er Jahre TV-Serie (Blu-ray): Folgen 1–26 (1. Blu-ray: Folge 1–9, 2. Blu-ray: Folge 10–18, 3. Blu-ray: Folge 19–26, DVD: Extras)
- 11. Januar 2013: Enid Blyton – Fünf Freunde beim Wanderzirkus: (DVD)
- 31. Januar 2014: Enid Blyton – Fünf Freunde, Die Original 70er Jahre TV-Serie: Folgen 1–13 (3 DVDs)
- 31. Januar 2014: Enid Blyton – Fünf Freunde, Die Original 70er Jahre TV-Serie: Folgen 14–26 (3 DVDs)

### TV-Serie 1990er Jahre
- 13. April 2004: Enid Blyton – Fünf Freunde erforschen die Schatzinsel (DVD: Folgen 1, 2)
- 13. April 2004: Enid Blyton – Fünf Freunde auf Schmugglerjagd (DVD: Folgen 12, 13)
- 13. April 2004: Enid Blyton – Fünf Freunde und ein Gipsbein (DVD: Folgen 19, 20)
- 24. Januar 2005: Enid Blyton – Fünf Freunde helfen ihren Kameraden & Fünf Freunde auf dem Leuchtturm (DVD: Folgen 5, 6)
- 24. Januar 2005: Enid Blyton – Fünf Freunde und das Burgverlies & Fünf Freunde im Zeltlager (DVD: Folgen 8, 9)
- 24. Februar 2005: Enid Blyton – Fünf Freunde wittern ein Geheimnis & Fünf Freunde jagen die Entführer (DVD: Folgen 10, 11)
- 22. August 2005: Enid Blyton – Fünf Freunde auf großer Fahrt & Fünf Freunde und der Zauberer Wu (DVD: Folgen 23, 24)
- 22. August 2005: Enid Blyton – Fünf Freunde als Retter in der Not (DVD: Folgen 25, 26)
- 17. April 2006: Enid Blyton – Fünf Freunde geraten in Schwierigkeiten & Fünf Freunde auf neuen Abenteuern (DVD: Folgen 3, 4)
- 17. April 2006: Enid Blyton – Fünf Freunde auf der Felseninsel (DVD: Folge 7)
- 17. April 2006: Enid Blyton – Fünf Freunde im alten Turm (DVD: Folge 18)
- 22. Januar 2007: Enid Blyton – Fünf Freunde Fan Edition (1) (5 DVDs: Folgen 3, 4, 7, 14, 15, 18, 21, 22)
- 22. Januar 2007: Enid Blyton – Fünf Freunde verfolgen die Strandräuber (DVD: Folgen 14, 15)
- 22. Januar 2007: Enid Blyton – Fünf Freunde auf geheimnisvollen Spuren & Fünf Freunde im Nebel (DVD: Folgen 16, 17)
- 22. Januar 2007: Enid Blyton – Fünf Freunde beim Wanderzirkus & Fünf Freunde machen eine Entdeckung (DVD: Folgen 21, 22)
- 15. September 2008: Enid Blyton – Fünf Freunde Fan Edition 2 (5 DVDs: Folgen 1, 2, 8, 9, 12, 13, 19, 20, 23, 24)
- 2009: Enid Blyton – De Vijf The Famous Five (6 DVDs: Folgen 1–11, 14–26) Es fehlen die Folgen 12 und 13 also Five Go to Smuggler's Top (Fünf Freunde auf Schmugglerjagd). Hierbei handelt es sich um die englischsprachige Originalversion mit niederländischen Untertiteln. Diese Version ist die aktuell einzige in englischer Sprache.
- 29. Juni 2018:  Enid Blyton – Fünf Freunde Die Komplette Serie (4 DVDs: Folgen 1 – 26)

### Kinofilme
- 2. August 2012: Fünf Freunde (1) (Kinofilm von 2012): (DVD/Blu-ray)
- 26. September 2013: Fünf Freunde 2 (Kinofilm von 2012): (DVD/Blu-ray)
- 25. September 2014: Fünf Freunde 3 (Kinofilm von 2013): (DVD/Blu-ray)
- 29. Januar 2015: Fünf Freunde 4 (Kinofilm von 2014): (DVD/Blu-ray)
- 15. März 2018: Fünf Freunde und das Tal der Dinosaurier (Kinofilm von 2018): (DVD/Blu-ray)

### Comic
Seit 2019 gibt es die Geschichten auch als Comic. Autor ist Nataël, die Zeichnungen sind von seinem Sohn Béja.
Die erste Folge "Fünf Freunde – erforschen die Schatzinsel" war beim Gratis Comic Tag 2022" erhältlich.
Bisher erschienene Bände:
- Fünf Freunde 1: Fünf Freunde erforschen die Schatzinsel, Carlsen Comics, Hamburg (2019) ISBN 978-3-551-02274-5
- Fünf Freunde 2: Fünf Freunde auf neuen Abenteuern, Carlsen Comics, Hamburg (2019) ISBN 978-3-551-02275-2
- Fünf Freunde 3: Fünf Freunde auf geheimnisvollen Spuren, Carlsen Comics, Hamburg (2020) ISBN 978-3-551-02276-9
- Fünf Freunde 4: Fünf Freunde auf Schmugglerjagd, Carlsen Comics, Hamburg (2020) ISBN 978-3-551-02277-6
- Fünf Freunde 5: Fünf Freunde geraten in Schwierigkeiten, Carlsen Comics, Hamburg (2021) ISBN 978-3-551-02278-3
- Fünf Freunde 6: Fünf Freunde und der Zirkus Stern, Carlsen Comics, Hamburg (2022) ISBN 978-3-551-02279-0
- Fünf Freunde 7: Fünf Freunde auf großer Fahrt, Carlsen Comics, Hamburg (2023) ISBN 978-3-551-02280-6

### Sonstige
- 22. April 2011: Fünf Freunde – Die Sache mit der Schatzinsel (Enid Blyton) – acht kurze Episoden als Schwarz-Weiß-Produktion aus dem Jahr 1957 auf DVD

## Computerspiele
Das erste Computerspiel namens Famous Five on a Treasure Island wurde 1992 von Enigma Variations für den Atari ST, Commodore Amiga, C64, Amstrad CPC, Sinclair ZX Spectrum und den SAM Coupé herausgebracht.
Weitere Computerspiele wurden von Ravensburger Interactive Media GmbH 1999 auf den Markt gebracht. Die Titel der Spiele lauten:
1. Auf Schatzsuche
2. Das Geheimnis um den silbernen Turm
3. Auf Entführerjagd
4. Gefährliche Entdeckung
5. Geheime Mission M.A.G.-X